# BMW N20

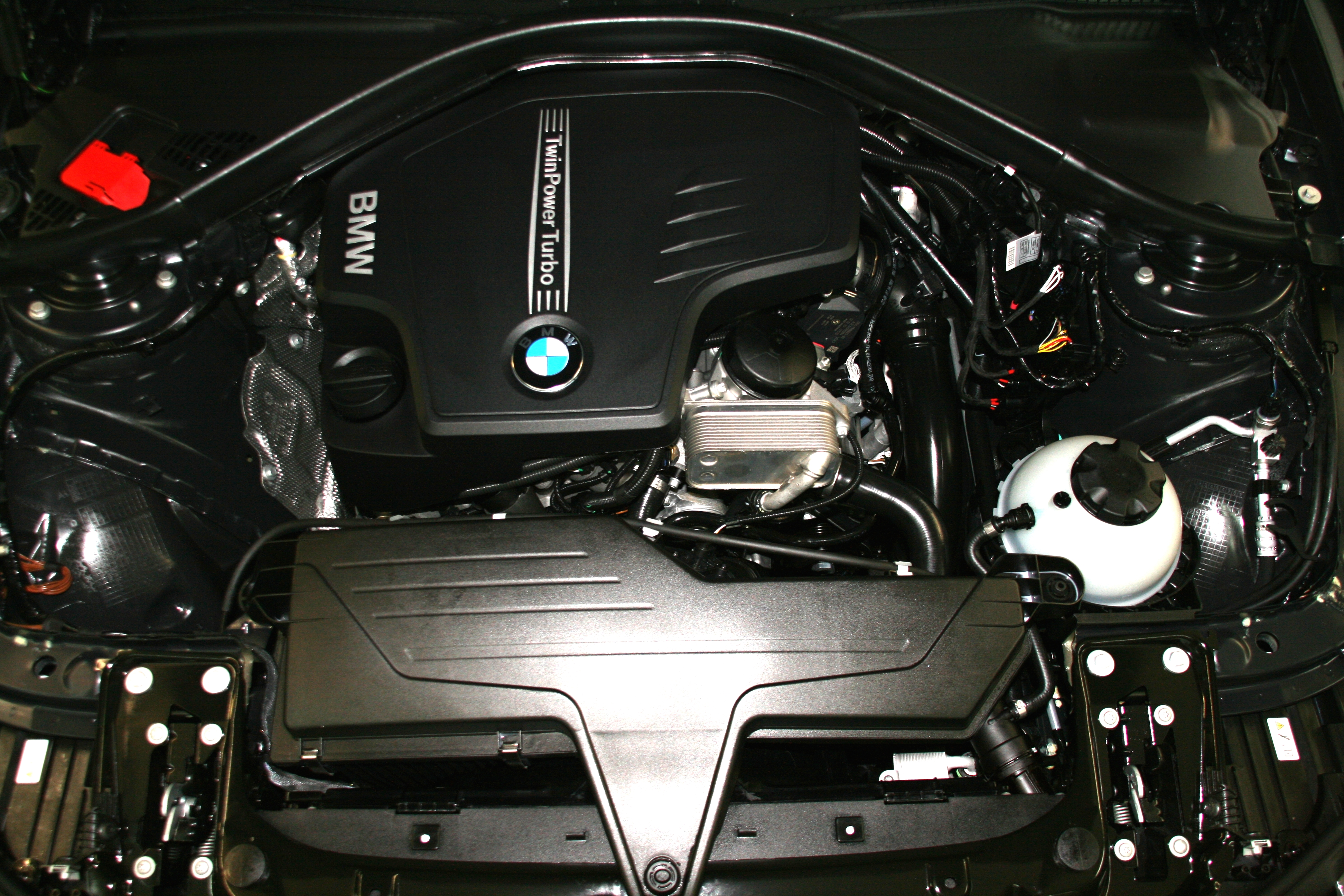
N20 в BMW 328i

BMW N20 — бензиновый двигатель внутреннего сгорания немецкого автоконцерна BMW. Производился с 2011 по 2017 год. Впервые был представлен на BMW X1 xDrive28i.
В отличие от BMW N52 и BMW N53, у двигателя BMW N20 4 цилиндра. Снаряжённая масса уменьшена на 15 кг, а объём уменьшен до 1,5 литра. Блок цилиндров и его головка сделаны из алюминия. Максимальное давление впрыска составляет 200 бар.
В 2014 году стартовало производство двигателя BMW B48, который в 2017 году пришёл на смену двигателю BMW N20.

## Технические характеристики
| Тип    | Объём    | Мощность                            | Крутящий момент              | Красная зона | Годы производства |
| ------ | -------- | ----------------------------------- | ---------------------------- | ------------ | ----------------- |
| N20B16 | 1592 см3 | 125 кВт (168 л. с.) при 5000 об/мин | 235 Н*м при 1500—4700 об/мин | 7000         | 2013—2016         |
| N20B20 | 1997 см3 | 115 кВт (154 л. с.) при 5000 об/мин | 240 Н*м при 1250—4500 об/мин | 7000         | 2013—2017         |
| N20B20 | 1997 см3 | 135 кВт (181 л. с.) при 5000 об/мин | 270 Н*м при 1250—4500 об/мин | 7000         | 2011—2017         |
| N20B20 | 1997 см3 | 160 кВт (215 л. с.) при 5500 об/мин | 310 Н*м при 1350—4800 об/мин | 7000         | 2012—2017         |
| N20B20 | 1997 см3 | 180 кВт (241 л. с.) при 5000 об/мин | 350 Н*м при 1250—4800 об/мин | 7000         | 2011—2017         |